# Perusia praecisaria
Perusia praecisaria är en fjärilsart som beskrevs av Herrich-Schäffer 1856. Perusia praecisaria ingår i släktet Perusia och familjen mätare. Inga underarter finns listade i Catalogue of Life.